# Marko Schiemann

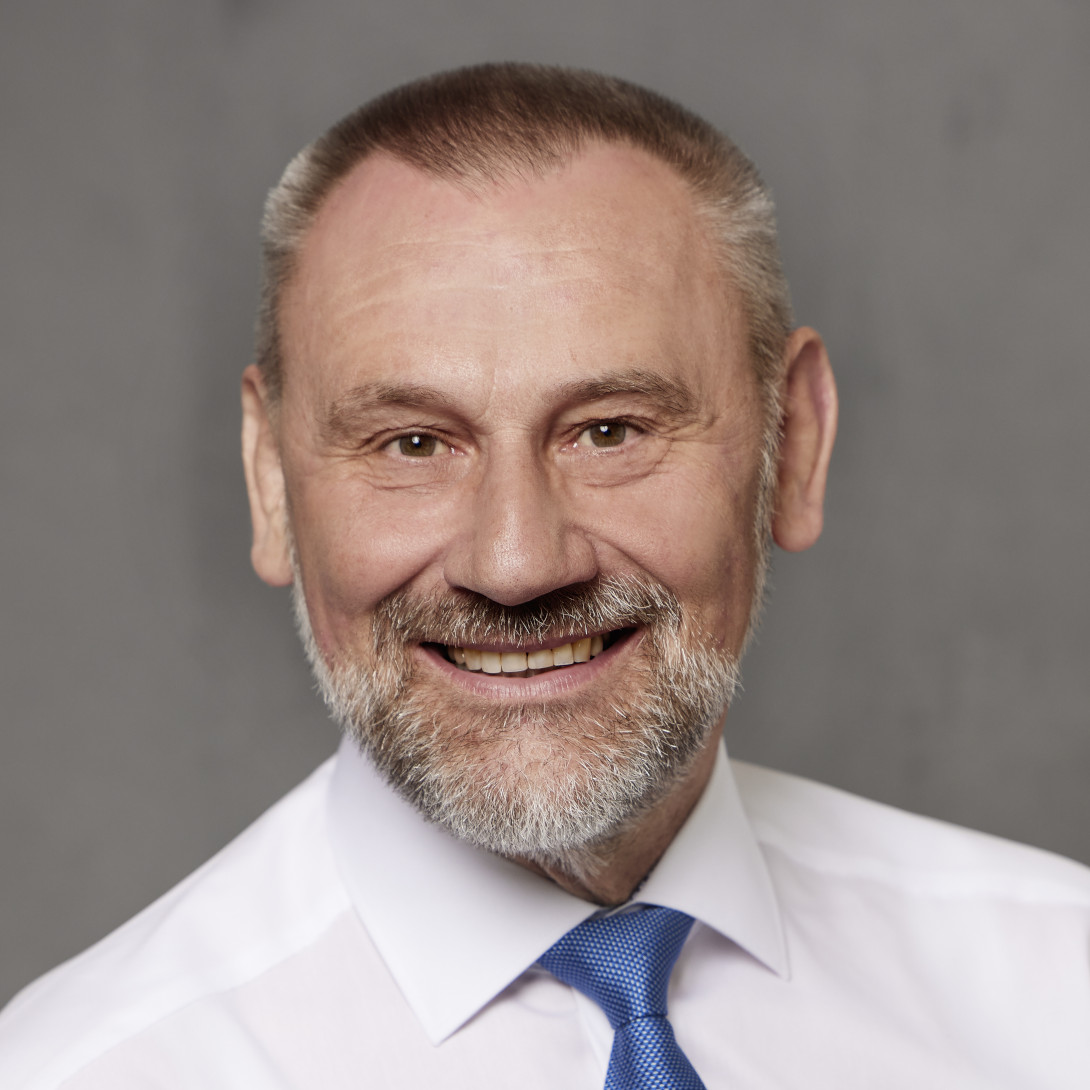
Marko Schiemann (2024)

Marko Georg Schiemann (obersorbisch Marko Jurij Šiman; * 3. Juli 1955 in Bautzen) ist ein deutscher Politiker (CDU) und seit 1990 Abgeordneter des Sächsischen Landtags.

## Ausbildung und Beruf
Marko Schiemann besuchte die Oberschule in Bautzen und machte in Dresden eine Lehre zum Vermesser. Ein Studium der Geodäsie in Dresden schloss er 1979 mit dem Staatsexamen ab und arbeitete danach als Vermessungsingenieur bei Geodäsie und Kartographie Dresden. 1983 bis 1985 war er Objektingenieur in Mittelrussland im Bereich Erdgasanlagenbau. 1989 war er Objektingenieur bei einer Geologenexpedition in der Mongolischen Republik. Nach der Friedlichen Revolution war er gewählter Betriebsrat.

## Politik
Marko Schiemann ist in die Ost-CDU nach der friedlichen Revolution im Februar 1990 eingetreten und dort in verschiedenen Vorstandsämtern aktiv. Unter anderem ist er Mitglied des CDU-Landesvorstands. Er ist nach Mitgliedschaft in der Wirtschaftsvereinigung (WiV) Gründungsmitglied der späteren Mittelstands- und Wirtschaftsvereinigung der CDU Sachsen.
Schiemann war Mitglied der sächsischen Delegation der internationalen Wahlbeobachter beim Referendum am 9. Februar 1991 in Litauen.
Seit Oktober 1990 ist er für den Wahlkreis Bautzen 5 direkt gewähltes Mitglied des Sächsischen Landtags und dort von Anfang an rechtspolitischer Sprecher der CDU-Fraktion. 1990 war Schiemann außerdem Mitglied der Arbeitsgruppe Landesverfassung, die den Entwurf für die neue Verfassung des Freistaates Sachsen ausarbeitete. Er war Verhandlungsführer der CDU-Fraktion zur Verfassungsgebung des Freistaates Sachsen. In der 3. Wahlperiode (1999–2004) war er Vorsitzender des Arbeitskreises Verfassung, Recht und in der 4. Wahlperiode (2004–2009) Vorsitzender des Arbeitskreises Verfassung, Recht und Europa. Er war von 1990 bis 2019 Vorsitzender des Wahlprüfungsausschusses. Schiemann ist Vorsitzender des Ausschusses für Verfassung und Recht, Demokratie, Europa und Gleichstellung sowie Mitglied im Ausschuss für Inneres und Sport. 2024 konnte er das Direktmandat erstmals nicht gewinnen, zog jedoch über die Landesliste erneut in den Landtag ein. Er ist der dienstälteste Abgeordnete im sächsischen Landtag.
Am 24. Mai 2014 erhielt Schiemann von Landtagspräsident Matthias Rößler die Sächsische Verfassungsmedaille verliehen.

## Sonstige Ämter
Marko Schiemann ist Mitglied der Arbeitsgemeinschaft Beratender Ingenieure – Vermessung und der Gewerkschaft Verdi. Er ist weiterhin Mitglied des Vorstandes der Fußballspielvereinigung Budissa Bautzen und Präsident des FC Landtag. Er ist Vorsitzender des parlamentarischen Beirats der Stiftung für das sorbische Volk. Schiemann ist Mitglied im Beirat des Deutsch-Tschechischen Gesprächsforums und engagiert sich für sächsisch-tschechische und sächsisch-polnische Zusammenarbeit. Seit 1991 ist er Mitglied der Deutschen Gesellschaft für Gesetzgebung, Mitglied des Bundesarbeitskreises Christlich-Demokratischer Juristen, Mitglied im Zentralkomitee der deutschen Katholiken (ZdK) und Mitglied Partnerschaft der Parlamente e. V. Er ist Vorsitzender des Landesarbeitskreises Christlich-Demokratischer Juristen.  Seit 1991 unterstützt er das Bautzen-Komitee.

## Familie
Schiemann ist römisch-katholischer Sorbe, verheiratet und hat vier Kinder.